# Paulo Pinto de Albuquerque
Paulo Sérgio Pinto de Albuquerque (* 5. Oktober 1966 in Beira, Mosambik) ist ein portugiesischer Jurist und Richter am Europäischen Gerichtshof für Menschenrechte.

## Leben und Wirken
Pinto de Albuquerque studierte Rechtswissenschaften an der Universität Lissabon, wo er 1989 seinen Abschluss machte. Anschließend trat er der portugiesischen Rechtsanwaltskammer bei und war als Anwalt tätig. 1994 machte er den Master of Laws an der Katholischen Universität Lissabon. 2003 promovierte er ebendort. Von 1992 bis 2004 war Pinto de Albuquerque als Richter an verschiedenen straf- und zivilrechtlichen Gerichten in Lissabon, Nelas und Lagos tätig. Von 2004 bis 2015 hatte er eine Assistenzprofessur an der Katholischen Universität Lissabon inne, seit 2015 ist er dort ordentlicher Professor. Seit 2007 ist er zudem Professor für Straf- und Strafprozessrecht am Institut für militärische Studien des portugiesischen Verteidigungsministeriums. Von 2009 bis 2010 war er Mitglied der GRECO.
Im Januar 2011 wurde Pinto de Albuquerque als Nachfolger von Ireneu Cabral Barreto als Vertreter Portugals zum Richter am Europäischen Gerichtshof für Menschenrechte gewählt. Er trat seine bis 2020 dauernde Amtszeit am 1. April 2011 an. Am 30. März 2020 endete seine Amtszeit planmäßig; seine Nachfolgerin wurde Ana Maria Guerra Martins.